# هنرهای رزمی ژاپنی
هنرهای رزمی ژاپنی (انگلیسی: Japanese martial arts) به شکل‌های مختلفی از هنرهای رزمی کشور ژاپن اشاره دارد. دست‌کم سه اصطلاح ژاپنی در معنای هنرهای رزمی ژاپنی به‌کار می‌روند: بودو، بوجوتسو و بوگِی. استفاده از بودو که جدیدتر از باقی است، از لحاظ تاریخی به معنای روشی برای زندگی با توجه به ابعاد فیزیکی، روحانی و اخلاقی با تمرکز بر بهبود، تکمیل و رشد شخصی است. بوجوتسو و بوگی دست‌کم از لحاظ تاریخی، تعاریف مجزایی دارند. بوجوتسو به استفاده عملی از تاکتیک‌ها و تکنیک‌ها در مبارزه واقعی می‌پردازد و بوگی، به انطباق و پالایش آن دسته از تاکتیک‌ها و تکنیک‌ها می‌پردازد که برای تسهیل آموزش سیستماتیک و استفاده در محیط‌های آموزشی رسمی کاربرد دارند.